# 익사이트바이크
《익사이트바이크》(Excitebike)는 닌텐도가 개발한 모터사이클 경주 게임이다. 1984년 11월 30일, 패밀리 컴퓨터용으로 일본에서 제일 먼저 발매되었다. 북미에서는 1985년 10월 18일에, 유럽에서는 1986년 9월 6일 발매되었다. 이것은 ‘익사이트’ 시리즈의 첫 게임으로, 후속편 닌텐도 64용의 익사이트바이크 64와 Wii용 트럭 경주 게임 익사이트 트럭이 있다.
플레이어는 우선 5개의 코스 중에서 1개의 코스를 선택해 챌린지 레이스에 도전한다. 혼자 경주하는 섹션 A와 3대의 CPU와 같이 경주하는 모드 섹션 B가 있다. 후자를 택하여 경주할 때 CPU가 플레이어 오토바이의 뒷바퀴를 칠 경우 오토바이가 넘어진다. 또한, 자신만의 트랙을 만드는 디자인 모드도 있는데, 저장하려면 패미콤 데이터 레코더가 필요하다.

## 평가
| 평론 점수 평론사 점수 GBA NES 1UP.com C+ [ 1 ] N/A 올게임 [ 2 ] [ 3 ] 게임스팟 (6.2/10) [ 4 ] N/A IGN (7/10) [ 5 ] (8.4/10) [ 6 ] 통합 점수 메타크리틱 71/100 [ 7 ] N/A |          |          |
| 평론 점수 |          |          |
| 평론사 | 점수     | 점수     |
| 평론사 | GBA      | NES      |
| 1UP.com | C+       | N/A      |
| 올게임 | [ 2 ]    | [ 3 ]    |
| 게임스팟 | (6.2/10) | N/A      |
| IGN | (7/10)   | (8.4/10) |
| 통합 점수 |          |          |
| 메타크리틱 | 71/100   | N/A      |